# 汉沽站
汉沽站位于中华人民共和国天津市滨海新区汉沽街道，是一个津山铁路、南堡铁路上的铁路车站，建于1887年，目前为三等站，车站目前仅办理货运业务：办理整车、零担、集装箱货物发到；不办理整车爆炸品及整车一级氧化剂发到。